# Roskilde Idrætspark
Roskilde Idrætspark – stadion piłkarski w Roskilde, w Danii. Obiekt może pomieścić 6000 widzów. Swoje spotkania rozgrywają na nim piłkarze klubu FC Roskilde. W 2002 roku stadion był jedną z aren Mistrzostw Europy U-17. Rozegrano na nim trzy spotkania fazy grupowej tego turnieju.